# Knattspyrnufélag Akureyrar
Knattspyrnufélag Akureyrar, mais conhecido como KA Akureyri (cujo acrônimo é KA), é uma agremiação esportiva da cidade de Akureyri, no norte da Islândia. O clube está presente em vários esportes como futebol, judô e handebol.

## Jogadores notáveis
- Steingrímur Birgisson
- Gunnar Gíslason
- Þórður Guðjónsson
- Bjarni Jónsson
- Steingrímur Birgisson
- Ormarr Örlygsson
- Þorvaldur Örlygsson
- Almarr Ormarsson
- Erlingur Kristjánsson
- Haukur Heiðar Hauksson